# Белпрі (Канзас)
Белпрі (англ. Belpre) — місто (англ. city) в США, в окрузі Едвардс штату Канзас. Населення — 97 осіб (2020).

## Географія
Белпрі розташоване за координатами 37°57′2″ пн. ш. 99°6′0″ зх. д. / 37.95056° пн. ш. 99.10000° зх. д. (37.950480, -99.099914).  За даними Бюро перепису населення США в 2010 році місто мало площу 1,06 км², уся площа — суходіл.

## Демографія
Згідно з переписом 2010 року, у місті мешкали 84 особи в 34 домогосподарствах у складі 18 родин. Густота населення становила 79 осіб/км².  Було 63 помешкання (60/км²).
Расовий склад населення:
| - 88,1 % — білих - 1,2 % — корінних американців - 10,7 % — осіб інших рас |

До двох чи більше рас належало 0,0 %. Частка іспаномовних становила 45,2 % від усіх жителів.
За віковим діапазоном населення розподілялося таким чином: 28,6 % — особи молодші 18 років, 57,1 % — особи у віці 18—64 років, 14,3 % — особи у віці 65 років та старші. Медіана віку мешканця становила 39,0 року. На 100 осіб жіночої статі у місті припадало 95,3 чоловіків;  на 100 жінок у віці від 18 років та старших — 93,5 чоловіків також старших 18 років.
Середній дохід на одне домашнє господарство  становив 42 111 долар США (медіана — 41 063), а середній дохід на одну сім'ю — 45 070 доларів (медіана — 41 118). Медіана доходів становила 40 938 доларів для чоловіків та 36 875 доларів для жінок. За межею бідності перебувало 20,3 % осіб, у тому числі 21,1 % дітей у віці до 18 років та 33,3 % осіб у віці 65 років та старших.
Цивільне працевлаштоване населення становило 66 осіб. Основні галузі зайнятості: транспорт — 28,8 %, сільське господарство, лісництво, риболовля — 24,2 %, освіта, охорона здоров'я та соціальна допомога — 12,1 %, мистецтво, розваги та відпочинок — 9,1 %.